# 疫病神 (日本)

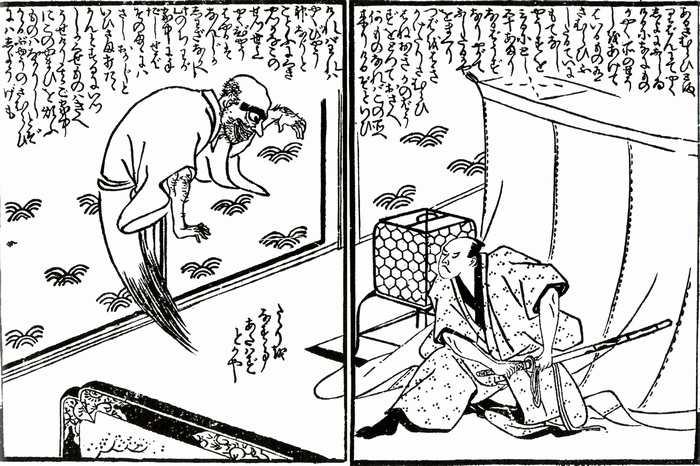
黃表紙『怪談夜更鐘』。在武士面前出現的疫病神（左）是50歳左右的和尚之姿。

疫病神（やくびょうがみ、厄病神・厄神）是帶來疫病的惡神。日本的疫病神是以人的姿態在各地徘徊，進入家中為人們帶來疾病或災禍。

## 概要
在醫療技術不發達的古代，人們相信疾病是目所未見的靈的存在，特別是流行病、治療不可能的重病被視為怨靈、惡鬼作祟所致。傳說疫病神的外型是蒼白的老人或老太婆，1人或數人在町中徘徊，散播疫病。
中世，朝廷為了防範疫病，有防止疫病神四散的「鎮花祭」、在道路境界招待疫病神，使其返回京都之外的「道饗祭」。也有在村的境界繫上注連繩防止疫病神侵入的例子。另外，根據『大語園』的記述，疫病神不會侵入毎月3日煮小豆粥的家。

## 祭祀・護符

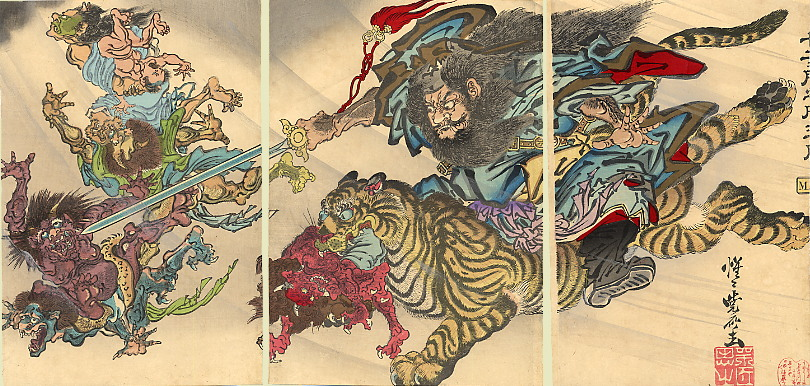
鍾馗像（河鍋曉齋畫）

根據江戶時代木崎惕窗的『拾椎雜話』，延寶年間（1673年-1681年），疫病流行，蔓延諸國，有將繫上四手（注連繩的垂紙）的大竹送出國的神事。這種神事被視為一種送人偶的行事，現代在日本各地也有將人偶視為疫病神趕走的民俗行事。
為了去除疫病，鄉民有在屋內掛鍾馗的圖像作為護符的俗信，藥商則奉祀醫療之神神農。此外，比叡山延曆寺的中興之祖元三大師（良源）化身為鬼驅除疫病神的傳說的「角大師」，通稱「厄除大師」。所以。元三大師以鬼之姿出現的護符（角大師）等呪法・呪具廣為人知。

## 脚注
1. ↑  近藤（2002）pp.212-213
2. 1 2 3 4  村上（2000）pp.338-339
3. 1 2 3  豊島（1999）pp.254-255
4. ↑  多田（1990）pp.280-281
5. ↑  水木（1994）p.456

## 關連項目
- 祇園信仰
- 蘇民將來
- 窮神